# Gradichté
Gradichté ou Gradište (en macédonien Градиште) est un village du nord de la Macédoine du Nord, situé dans la municipalité de Koumanovo. Le village comptait 192 habitants en 2002. Il se trouve à la sortie de la ville de Koumanovo.

## Démographie
Lors du recensement de 2002, le village comptait :
- Macédoniens : 189
- Serbes : 3